# 科学情報出版
科学情報出版株式会社は、理工学書や技術雑誌を主に取り扱う日本の出版社。
本社は茨城県つくば市、東京都中央区に東京事業所を構える。
大学教材として採用されている書籍が多数あり、webメディアも複数運営している。

## 事業内容
理工学専門書、技術雑誌の出版、webメディア運営、技術フォーラム（セミナー）の運営。

## 主な出版物

### 月刊EMC
正式名称は『電磁環境工学情報EMC』。月刊EMCは通称。
1988年創刊。
EMC分野では国内唯一の月刊誌。
主にEMC対策・EMC設計・ノイズ対策に関しての記事を掲載。
完全年間購読制を敷いていて、書店での販売や単刊・バックナンバーの販売は行っていない。
編集顧問はIEC TC77で国際議長を務めた経歴のある徳田正満（東京都市大学名誉教授）。

### 設計技術シリーズ
『設計の現場技術者が参考にできる書籍を』、というコンセプトで発行されるシリーズ。
このシリーズの書籍はそれぞれ表紙に『設計技術シリーズ』の印字がある。
主な分野は、「電気」「回路」「モーター」「材料」「パワーエレクトロニクス」「通信」「ソフトウェア」「制御」「機械」など。
大学教授や研究機関のみならず、民間企業の現役技術者も執筆している。
設計技術シリーズの名の通り、理論的な話よりも実践的な内容がほとんどで具体例を掲載していることも多い。

### エンジニア入門シリーズ
『当該分野を初めて学ぶ入門者向けの書籍』、というコンセプトで発行されるシリーズ。
このシリーズの書籍はそれぞれ表紙に『エンジニア入門シリーズ』の印字がある。
主な分野は、「電気」「回路」「モーター」「材料」「パワーエレクトロニクス」「通信」「ソフトウェア」「制御」「機械」など。
大学教授や研究機関のみならず、民間企業の現役技術者も執筆している。
エンジニア入門シリーズの名の通り、基本から記載してある内容がほとんどで、初めてその分野や製品に携わる人向けとなっている。

## webメディア

### CEND-EMC・ノイズ対策ポータルサイト-
2017年10月にリリースされた、EMC技術やノイズ対策に関して情報を掲載しているポータルサイト。
この分野での情報量は国内最大級だと思われる。
EMC試験サイト情報や、ノイズ対策部品情報、エンジニア求人情報などをコンテンツとして揃えており、CENDから試験所や対策部品の選定を行うエンジニアが多くいる。

### EV-tech-EV・PHVポータルサイト-
2019年10月にリリースされたEV・PHV・PHEVに関するポータルサイト。
関連製品のカタログ情報や基礎技術、展示会情報、関連書籍、求人情報などを掲載している。

### Robot-tech -ロボット・ドローンのポータルサイト-
2020年12月にリリースされたロボット・ドローンに関するポータルサイト。
関連製品のカタログ情報や基礎技術、展示会情報、関連書籍、求人情報などを掲載している。

## ソリューションフォーラム
主催は次世代EMC研究会。
事務局、会場運営等を科学情報出版が行っている。
年に1回『ソリューションフォーラム』の名称でサンシャインシティにてフォーラムを開催している。
分野としては「EMC、熱、音、モーター」など多岐に渡る。
中でもEMCに関しては国内最大級の規模を誇り、EMC環境フォーラムとして毎年開催している。